# Ricardo Buitrago
Ricardo Enrique Buitrago Medina (Cidade do Panamá, 10 de março de 1986) é um futebolista profissional panamenho que atua como meia, atualmente defende o Juan Aurich.

## Carreira
Ricardo Buitrago fez parte do elenco da Seleção Panamenha de Futebol da Copa América de 2016.